# Hans Brindfors
Hans Lennart Brindfors, född 30 juni 1947, är en svensk reklamman och art director.
Brindfors började i reklamvärlden på byrån Arbmans under Leon Nordin. På 1970-talet var han art director på byrån Carlsson & Broman där han designade flaskan för Absolut Vodka tillsammans med Gunnar Broman.
År 1978 grundade han Brindfors Annonsbyrå tillsammans med Lars Arvid Boisen och Nordin. Grunden var ett kontrakt med Linjeflyg. Denna byrå skulle växa snabbt för att under 1980-talet bli den största i Sverige sett till omsättning. År 1992 sålde han byrån till Lowe Group och namnet ändrades till Lowe Brindfors.
År 1995 lämnade Brindfors reklambyrån för att istället starta Brindfors Design, en byrå inriktad på strategisk design. Han grundade byrån tillsammans med Peter Györki och tog med sig sex medarbetare från Lowe Brindfors. Tidiga uppdrag för byrån var ny design för Marabou Mjölkchoklad och skapandet av KF:s egna varumärke Signum.
År 1999 sålde han designbyrån till det multinationella konsultföretaget WPP. De integrerade byrån med nätverket Enterprise IG och byrån bytte namn till Brindfors Enterprise IG. Senare ändrades namnet igen till Brand Union Stockholm. Brindfors själv var byråns kreative ledare, men trädde ibland in som tillfällig vd.
Brindfors lämnade designbyrån under år 2015 och startade istället ett eget mindre företag.